# Пристава (Циркулане)
Пристава (словен. Pristava) — поселення в общині Циркулане, Подравський регіон‎, Словенія.